# Церковь Святого Алькмунда
Церковь святого Алькмунда в Дерби (англ. St Alkmund's Church) — бывшая викторианская церковь, которая находилась на георгианской площади между Бриджгейт (Bridgegate) и Куин-стрит (Queen Street); это была единственная георгианская площадь в городе. Церковь была возведена в 1846 году архитектором Генри Исааком Стивенсом за 7700 фунтов стерлингов на месте нескольких прежних церквей, датируемых ещё IX веком, каждая из которых была названа в честь святого Алькмунда. Церковь была сложена из тёсаных камней и имела черты готической архитектуры. Внутри церкви размещались высокие колонны и каменные арки. Средний и боковой нефы были широкими, с алтарём в центре. Колокольня подкреплялась арками-опорами.
Церковь носит имя английского католического святого, сына Альхреда Нортумбрийского, который после двадцати лет изгнания, проведённых среди пиктов из-за династической борьбы в Нортумбрии, вернулся туда со своим войском. Он был убит некоторым неизвестным образом, ответственность за что источники возлагают на короля Нортумбрии Эрдвульфа. Что касается точных обстоятельств, то его гибель называют мученичеством. На могиле святого были явлены чудеса.
Алькмунд похоронен в Лиллешале, Шропшир (Shropshire). На его могиле явлены чудеса. Из-за нашествий датчан его тело было перенесено в Дерби, и несколько окрестных церквей освящены в его честь. Предполагаемая гробница после разрушения Церкви святого Алькмунда была перенесена в Музей и художественную галерею Дерби.
Впрочем, здание церкви вызвало разногласия среди граждан католического вероисповедания. 65-метровый шпиль портил вид на католическую церковь Св. Марии, и позже много лет англиканская церковь имела нелестное прозвище «The Church of the Holy Spite» («церковь святой злобы»). На церковном кладбище в конце 1846 года был перезахоронен дербский художник Джозеф Райт.
Церковь была окружена многочисленными двух-трёхэтажными домами, которые формировали линию с площадью и церковным кладбищем. Другим достойным внимания сооружением был Лэмб Ин (The Lamb Inn) на углу площади и Бриджгейт, открытый в 1835 году, который содержал собственную пивоварню и кондитерский магазин, в остроконечном здании XVII века, и ряд магазинов на Квин-стрит, история которых восходит к средневековым временам. Эта местность была описана сэром Николасом Певснером в книге «The Buildings of England» как «непревзойдённое возрождение 18 века, тихий оазис» (A revival of 18th century unmatched, a quiet oasis).
В течение середины 1950-х было обнаружено, что несущие деревянные балки колокольни начали разрушаться и гнить. В результате 6 метров колокольни были сняты для реставрационных работ. Это было сделано из-за найденных структурных недостатков каменной кладки и работ по дереву, найденных в самой колокольне. Был составлен план по замене её верхней части, но он так и не был выполнен. Также были разобраны некоторые элементы готической кладки.
В 1963 году муниципальный совет Дерби объявил о намерении увеличить поток перевозок через город. Частью плана было строительство дороги, которая должна была пролегать по месту, на котором стояла церковь и прилегающее кладбище. Такое решение вызвало сильное возмущение среди жителей Дерби, однако работы были выполнены.
По окончании работ место бывшей церкви осталось открытым и не застраивалась. Предполагаемую гробницу Св. Алкмунда и другие ценные артефакты теперь можно увидеть в Музее и художественной галерее Дерби. Сейчас на месте церкви установлена памятная табличка.